# Newfoundland and Labrador Hydro
Newfoundland and Labrador Hydro (NLH) est une société de la Couronne, propriété du gouvernement de Terre-Neuve-et-Labrador. Fondée en 1954, elle a pour mandat de produire de l'électricité - principalement d'origine hydroélectrique - afin de répondre aux besoins de la province.

## Activités
Elle dispose d'une puissance installée de 7 289 mégawatts, produite par 10 centrales hydroélectriques, une centrale thermique au pétrole, quatre turbines à gaz et 26 centrales au diesel. Elle produit et transporte 80 % de l'énergie consommée dans la province et alimente directement 35 000 clients dans les régions isolées.
NLH possède une participation de 65,8 % dans la société Churchill Falls (Labrador) Corporation (CF(L)Co), propriétaire de l'aménagement hydroélectrique des chutes Churchill au Labrador. La presque totalité de la production de la centrale, d'une capacité de 5 428 MW, est vendue à Hydro-Québec, en vertu d'un contrat à long terme qui arrivera à échéance en 2041.